# Farol de Azurara
O Farol de Azurara ou farolim posterior do primeiro enfiamento da barra de Vila do Conde, na foz do Rio Ave, localizado num pinhal por detrás do parque de campismo na freguesia de Azurara, Município deVila do Conde. O enfiamento é ainda constituído pelo Farolim de Azurara, a cerca de 250 m a oeste, junto à praia e pelo Facho de Árvore, a cerca de 800 m a leste, junto da estrada nacional (EN 13), na freguesia de Árvore.
O aparelho ótico encontra-se no cimo de uma construção triangular com faixas vermelhas e brancas, emitindo uma luz verde num ciclo de 2 segundos ligado, 2 segundos desligado.
Construção de alvenaria de granito, em forma de prisma rectangular truncado, estreitando para cima, com a face voltada para oeste vertical e a posterior inclinada. O remate superior em empena triangular, apresenta ao centro a campânula da aparelhagem óptica, ladeada nas extremidades por pináculos lisos. O plano exposto a oeste é constituído por faixas rebocadas pintadas de vermelho e outras revestidas a azulejo branco. Nesta superfície são ainda visíveis, na parte inferior, dois ganchos metálicos que em tempos serviam de local de arrumação à escada de acesso, uma porta quadrangular metálica no centro e quase a chegar à campânula três barras metálicas horizontais que servem de escada. As superfícies laterais e posterior apresentam-se em pedra aparente.

## História
A data provável de edificação será o século XVII. Nos anos 80 a superfície exposta a oeste estava totalmente revestida a azulejo branco e apresentava a escada pendurada nos elementos metálicos inferiores. Não possuindo valor arquitectónico assinalável, suscita contudo grande interesse pela sua raridade, tornando-se, com o Facho de Árvore, um conjunto único no litoral português.

## Outras informações
- Activo: Sim
- Acesso: Rua do Gaiato, nas traseiras do parque de campismo